# 朱塞佩·瓦莱
朱塞佩·瓦莱（義大利語：Giuseppe Valle，1904年3月15日—1990年9月25日），意大利前男子水球运动员。他曾代表意大利国家队参加1924年夏季奥林匹克运动会水球比赛，获得第十一名。